# Cabra Castle

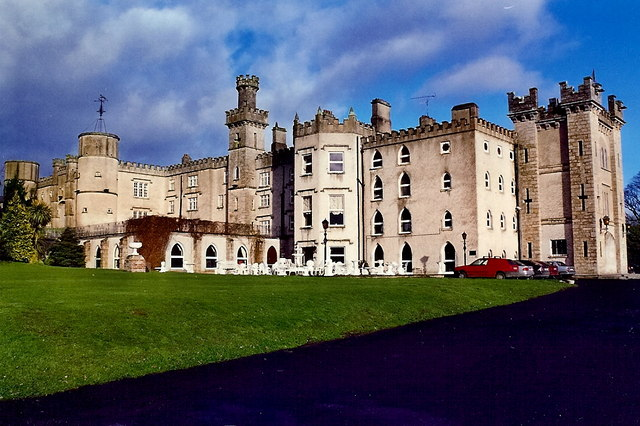
Cabra Castle Hotel

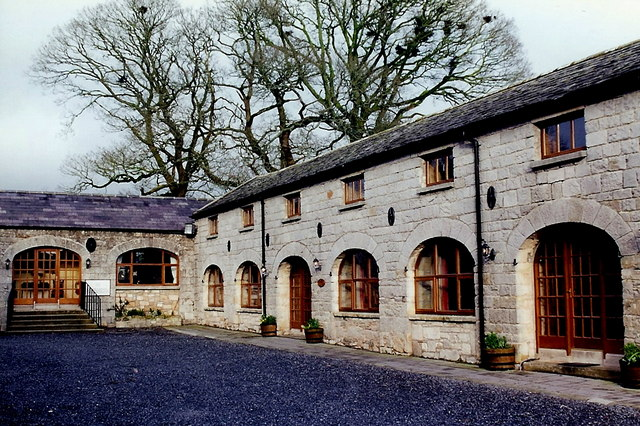
Gästezimmer im Hof von Cabra Castle

Cabra Castle (irisch Caisleán na Cabraí) ist ein Schloss beim Dorf Cabra im Südwesten des irischen County Cavan. Heute ist dieses Schloss ein Luxushotel. Manchmal wurde auch das ältere, auf der gegenüberliegenden Straßenseite gelegene, inzwischen abgerissene Cabra House als Cabra Castle bezeichnet.
Cabra Castle liegt an der Regionalstraße R179, die auch Carrickmacross Road genannt wird.

## Geschichte
Das Schloss wurde in der ersten Dekade des 19. Jahrhunderts in einer Stilmischung aus neu-normannischer und neugotischer Architektur erbaut. Das Äußere ist eher neu-normannisch, während die Innenräume eher der Neugotik entsprechen. Dieses Gebäude wurde ursprünglich Cormey Castle oder Cormy Castle nach dem Townland genannt, wo es errichtet wurde. Bauherr war die Familie Foster, eine lokale protestantische „Ascendancy“-Familie. Die Baukosten allerdings trieben die Familie Foster in den Ruin. Daher mussten sie es 1813, kurz nach der Fertigstellung, an ihre reicheren Nachbarn, die Pratt-Dynastie,  verkaufen. Auch diese waren Protestanten.
Die Aristokratenfamilie Pratt lebte zu dieser Zeit auf der anderen Straßenseite in Cabra House auf dem Cabra Estate, dem großen Landgut der Familie. Cabra Estate gehörte seit 1699 dieser Familie. 1813 fügte Colonel Joseph Pratt das neue Cormey Castle und einen großen Teil des zugehörigen Landgutes seinem Cabra Estate hinzu. Cormey Castle ersetzte das ursprüngliche Cabra House als Sitz der Familie Pratt im County Cavan. Um 1820 benannte die Familie Cormey Castle in Cabra Castle um.
Die Ruinen des alten Cabra House kann man auf einer leichten Anhöhe in der Nähe von Wishing Well im heutigen Dún-a'-Ri-Waldpark, früher einem Teil des Cabra Estate, sehen. Der Waldpark gehört heute Coillte, einem Forstunternehmen der irischen Regierung.

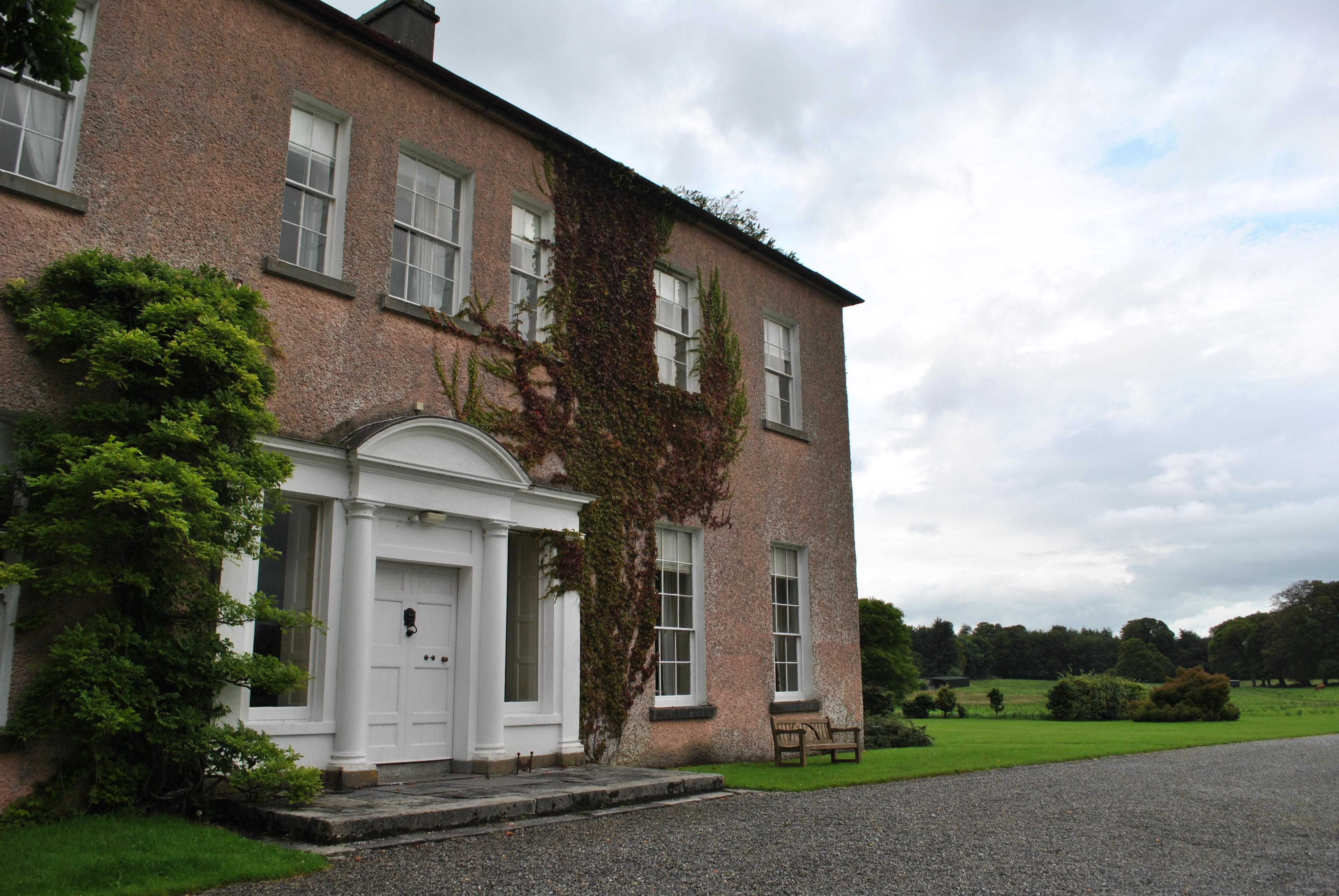
Enniscoe House

Major Mervyn Pratt gehörten Cabra Castle und der Cabra Estate von 1927 bis zu seinem Tod 1950. Der Major aber lebte hauptsächlich auf Enniscoe, einem weiteren Landgut, dass den Pratts seit den 1860er-Jahren gehörte. Es liegt bei Crossmolina im County Mayo. Dem Major folgte sein Neffe, Tan Sri Dr. Mubin Sheppard, ein langgedienter, bürgerlicher Diener des britischen Colonial Service in Malaysia, nach. Er war das letzte Mitglied der Pratt-Dynastie, dem Cabra Castle gehörte. Wegen der hohen Unterhaltungskosten für Schloss und Landgut verkaufte er das Schloss 1964 an eine irisch-katholische Familie, die Brennans. Diese wandelte das Schloss in ein Hotel um und es blieb so bis zum Verkauf 1986 an einen Mr Mansour, einen älteren Politiker und Geschäftsmann aus dem Emirat Abu Dhabi. Mansour schloss das Hotel, um es wieder in ein privates Schloss umzubauen. Die Renovierung zu altem Glanz aber gelang ihm letztendlich nicht.
1991 verkaufte Mansour Cabra Castle an die Familie Corscadden, die eine Reihe von Hotels betreibt. Sie renovierte das Schloss und verwandelte es in ein Viersterne-Luxushotel. Das Schloss liegt nahe den Grenzen von County Cavan zum County Monaghan und zum County Meath. Heute ist der Park von Cabra Castle etwa 40 Hektar groß.